# Xã Synnes, Quận Stevens, Minnesota
Xã Synnes (tiếng Anh: Synnes Township) là một xã thuộc quận Stevens, tiểu bang Minnesota, Hoa Kỳ. Năm 2010, dân số của xã này là 118 người.